# Иньцзян-Туцзя-Мяоский автономный уезд
Иньцзян-Туцзя-Мяоский автономный уезд (кит. упр. 印江土家族苗族自治县, пиньинь Yìnjiāng Tǔjiāzú Miáozú zìzhìxiàn) — автономный уезд городского округа Тунжэнь провинции Гуйчжоу (КНР).

## История
Во времена империи Мин в 1494 году был создан уезд Иньцзян (印江县).
После вхождения этих мест в состав КНР в конце 1949 года был создан Специальный район Тунжэнь (铜仁专区), и уезд вошёл в его состав. 
В 1970 году Специальный район Тунжэнь был переименован в Округ Тунжэнь (铜仁地区).
Постановлением Госсовета КНР от 13 декабря 1986 года уезд Инцзян был преобразован в Инцзян-Туцзя-Мяоский автономный уезд.
Постановлением Госсовета КНР от 22 октября 2011 года округ Тунжэнь был преобразован в городской округ.

## Административное деление
Автономный уезд делится на 3 уличных комитета, 13 посёлков и 1 волость.